# Ana María Rodríguez Ayçaguer
Ana María Rodríguez Ayçaguer (Durazno, 1947) es una historiadora y docente universitaria uruguaya.

## Biografía
Licenciada en Ciencias Históricas por la Facultad de Humanidades y Ciencias de la Educación de la Universidad de la República, desde 1986 es docente e investigadora del Departamento de Historia del Uruguay de dicha Facultad. En 2008 obtuvo por concurso el cargo de Profesora Agregada (Grado 4). Es responsable del dictado de cursos y seminarios a nivel de grado y postgrado.
Por muchos años trabajó junto al profesor José Pedro Barrán.
Ha sido Profesora visitante en la Universidad Complutense de Madrid y en la Universita degli Studi, Pisa y "Visiting Scholar" en el Centre of Latina American Studies de la Universidad de Cambridge en Inglaterra.
Integró distintos equipos de investigación y desde el año 2000 trabaja en una línea de investigación que busca profundizar el estudio y el conocimiento de la historia de la política exterior uruguaya en el siglo XX, especializándose en el período 1930-1945.
Fue becaria del Consejo Latinoamericano de Ciencias Sociales (CLACSO), del programa Fulbright y de la Agencia Española de Cooperación Internacional (AECI).

## Obra
De su producción bibliográfica se destacan:
Un pequeño lugar bajo el Sol. Mussolini la conquista de Etiopía y la diplomacia uruguaya 1935-1938. Montevideo, Ediciones de la Banda Oriental, 2009. Este libro fue nominado al premio Bartolomé Hidalgo 2009, auspiciado por la Cámara Uruguaya del Libro, en la categoría Historia.
Selección de Informes de los representantes diplomáticos de los Estados Unidos en el Uruguay. Tomo 1: 1930-1933. Montevideo, Facultad de Humanidades y Ciencias de la Educación, 1997.
Energía y política en el Uruguay en el siglo XX (coautora). Montevideo, Ediciones de la Banda Oriental, 1991.
América Latina entre dos imperialismos. La prensa británica de Montevideo frente a la penetración norteamericana (1889-1899). Montevideo, Facultad de Humanidades y Ciencias, 1988.
Historia del Uruguay en el siglo XX (1890-2005) (coautora). Montevideo, Ediciones de la Banda Oriental, 2007.
La diplomacia del anticomunismo: la influencia del gobierno de Getulio Vargas en la interrupción de las relaciones diplomáticas de Uruguay con la Unión Soviética. In Revista de Estudos Ibero-americanos, Vol. 34. Porto Alegre, Editora PUC, 2008.